# 安頓 (肯塔基州)
安頓（英語：Anton）是位於美國肯塔基州霍普金斯縣的一個非建制地區。

## 地理
安頓所處的海拔為高於海平面124米（即407英呎），而該地所採用的時區為UTC-6，即北美中部時區（CST）。同時該地設有夏令時間，為UTC-6調快一小時，即UTC-5（CDT）。